# Ganbaataryn Khongorzul
En aquest nom mongol, el nom és «Khongorzul» i «Ganbaataryn» és un patronímic, no pas un cognom.
Ganbaataryn Khongorzul (mongol: Ганбаатарын Хонгорзул)  (12 de setembre de 1974) és un cantant mongola del tradicional urtyn duu (cant llarg).

## Biografia
Khongorzul va néixer a la província de Khentii (Mongòlia). Durant l'adolescència només cantava per entreteniment privat. Després va fer una audició per al Than Khentii Folk Ensemble i va ser acceptada. Des de 1998, va estudiar a la Universitat de Cultura i Art d'Ulan Bator. El mateix any va guanyar el primer premi al Concurs de cantants professionals de cant llarg d'Ulan Bator. Després d'això, va actuar com a cantant solista al Teatre Mongol de Dansa Nacional i Cançó Popular i al Teatre de Música i Dansa Tradicional tant a Mongòlia com a l'estranger. Khongorzul va actua amb el famós Silk Road Ensemble dirigit pel violoncel·lista Yo-Yo Ma.
Khongorzul ha cantat la bella melodia de cançons populars mongoles a la festa d'aniversari de la reina als Països Baixos (2001), en l'obertura dels premis Nobel i l'obertura del Mundial de futbol de 2002. També ha actuat a l'Albert Hall, el Carnegie Hall, el Teatre Bolxoi i molts altres llocs notables.

## Discografia
- Apareix en Silk Road Journeys: When Strangers Meet (Yo-Yo Ma, 2002)